# Allenwiller
Allenwiller (en alsaciano Alenweiler) era una comuna francesa situada en el departamento de Bajo Rin, de la región de Gran Este, que el 1 de enero de 2016 pasó a ser una comuna delegada de la comuna nueva de Sommerau al fusionarse con las comunas de Salenthal y Singrist.

## Historia
Entre el siglo IX y XI pertenece al obispo de Metz. En 1570 los señores de Hanau-Lichtenberg introducen la reforma protestante.
En 1641 los habitantes de la comuna son exterminados durante la guerra de los treinta años por las luchas, enfermedades y el hambre.

## Geografía
La localidad, situada a 25 km al oeste de Estrasburgo, se extiende longitudinalmente al borde del bosque de los Vosgos en un valle surcado por el arroyo Sommerau que da nombre a la comunidad de comunas. Cuenta con una extensión de 578 ha, de las cuales, 285 ha son de bosque. Su población residente era de 453 habitantes en 1999.

## Demografía
| Gráfica de evolución demográfica de Allenwiller entre 1800 y 2013 |
|                                                                   |

Los datos demográficos contemplados en este gráfico de la comuna de Allenwiller se han cogido de 1800 a 1999 de la página francesa EHESS/Cassini, y los demás datos de la página del INSEE.

## Datos de interés turístico
- Arquitectura popular alsaciana
- Iglesia protestante con torre románica siglo X
- Iglesia católica en estilo neogótico, construida con el grés rosa de los Vosgos.
- Se conoce al pueblo por el de las "diez fuentes".